# Almindelig Morskabslæsning i Danmark og Norge igjennem Aarhundreder
Almindelig Morskabslæsning i Danmark og Norge igjennem Aarhundreder er en bog skrevet af Rasmus Nyerup som udkom i 1816, og som omhandler almuelæsningen og dens skrifter fra slutningen af Middelalderen og frem til det 19. århundrede.

## Baggrunden for værket
Baggrunden for at Nyerup udarbejdede af en bog over almuelitteraturen var at han i forbindelse med oprettelsen af Selskabet for Efterslægten blev valgt ind i en kommission i dette selskab som skulle besørge udgivelsen af skolebøger og småskrifter for almuen. Nyerup forskede derfor i hvilken litteratur almuen mest læste, og fandt at det bestod mest i middelalderlige folkebøger og lignende. Nyerup skriver selv: "Disse Bøger, mente jeg, har menig-Mand fattet en saadan Godhed for, at den nødig giver slip paa dem. De maae altsaa ikke vristes, men lokkes den af Hænderne, og det kan ikke skee, medmindre man har andre passende at give dem isteden, der maae have saa megen Lighed med de gamle som muligt." Nyerup skrev derfor en række artikler om de "gode" folkebøger som blev trykt i tidsskriftet Iris i 1795 og 1796.
Disse artikler blev modtaget meget positivt, ikke mindst i Tyskland hvor folkemindeforskeren Johann Joseph von Görres i sin Die deutschen Volksbücher (1807) fremhævede Nyerups artikler. Nyerup besluttede sig derfor for at samle og udvide artiklerne til en selvstændig bog som udkom i 1816 trykt på Thieles bogtrykkeri. Nyerup kalder selv bogen for den "af mine litterair-historiske Skrifter, som jeg af alle bærer mest Forkjærlighed for"

## Indhold
Nyerup kategoriserer flere forskellige genrer indenfor folkelæsningen: Fablerne, Romanerne (bl.a. ridderromaner og kærlighedsromaner), eventyr, skæmt og løjer og blandinger. Han citerer i indledningen til værket Görres' som skriver at folkebøgerne er udbredt over hele Europa, og det at de har overlevet i århundreder må betyde at de trods deres ofte ubehjælpsomme udformning, må indeholde gnist af værd på linje med antikkens værker.
Derefter følge nøje gennemgang af de af Nyerup opstillede genrer, med fyldige genfortællinger og citater samt bibliografiske oplysninger om de berørte bøger.
Samme år som Nyerup udgav dette værk udkom også et værk med titlen Danske Kongers Levnedsbeskrivelse, også trykt på Thieles trykkeri. Bogen var en traditionel dansk folkebog som kan spores mange århundreder tilbage i tiden. Men udgaven fra 1816 adskilte sig væsentlig i indhold fra de tidligere versioner. Det var Nyerup som anonymt havde redigeret og omskrevet bogen så den var mere i overensstemmelse med de fordringer til en moralsk folkebog som han havde opstillet i Almindelig Morskabslæsning.
Dog havde han i perioden mellem de oprindelige artikler i Iris og til udgivelsen af Almindelig Morskabslæsning slækket lidt i kravene til folkebøgerne. I artiklen skriver han et sted at han havde revet en alt for frivol folkebog i stykker, men i bogværket er han langt mere respektfuld overfor almuebøgerne.